# Fournet-Blancheroche
Fournet-Blancheroche település Franciaországban, Doubs megyében. Lakosainak száma 351 fő (2022. január 1.). Fournet-Blancheroche Les Écorces és Bonnétage községekkel határos.

## Népesség
A település népességének változása:
| Lakosok száma | 232  | 215  | 224  | 320  | 347  | 373  | 357  | 349  | 349  | 351  |
|               | 1968 | 1982 | 1990 | 2006 | 2013 | 2015 | 2017 | 2019 | 2020 | 2022 |